# James Stuart, Công tước xứ Cambridge
James Stuart, Công tước xứ Cambridge (12 tháng 7 năm 1663 – 20 tháng 6 năm 1667) là con trai thứ hai còn sống của Vương tử James, Công tước xứ York (sau là James II của Anh) và Anne Hyde, Công tước phu nhân xứ York. James là cháu trai gọi bác của vua Charles I nước Anh đồng thời là chắt của vua Henry IV nước Pháp. Vào thời điểm sinh ra ông đứng thứ 2 trong hàng kế vị ngai vàng Anh và được anh trai của cha tấn phong tước hiệu Công tước xứ Cambridge rồi trở thành người đầu tiên nắm giữ tước vị này. Nhưng vào năm 1667, ông qua đời khi mới lên 3, nếu sống đến tuổi trưởng thành ông rất có thể sẽ trở thành vua James III của Anh khi cha ông trở thành vua vào năm 1685.

## Tiểu sử
James chào đời vào ngày 12 tháng 7 năm 1663 lúc 1 giờ 22 phút sáng tại Cung điện Thánh James, là con trai thứ hai còn sống của Công tước xứ York (sau này là vua James II của Anh ) và vợ là Anne Hyde. Sinh thời James đứng thứ 2 trong hàng kế vị. Lễ rửa tội của ông diễn ra tại Cung điện Thánh James vào ngày 22 tháng 7 bởi Tổng giám mục Canterbury tên Gilbert Sheldon. Cha mẹ đỡ đầu của ông là vua Charles II, Edward Hyde, Bá tước thứ nhất của Clarendon, Vương hậu Henrietta Maria, Henry Jermyn, Bá tước thứ nhất của St Albans và Edward Montagu, Bá tước thứ nhất của Sandwich.
Vào ngày 23 tháng 8 năm 1664, ông được Nhà vua phong làm Công tước xứ Cambridge các tước phụ là Bá tước xứ Cambridge và Nam tước Dauntsey. Tại thời điểm này chú của ông vua Charles II có đến 8 người con nhưng tất cả điều là những người con bất hợp pháp của Nhà vua, vì vậy như luật kế vị của Anh, Charles II không thể chuyền việc kế vị ngai vàng cho những đứa con ngoại hôn trừ khi ông có một người con hợp pháp, nhưng hầu như Charles II không có một người con hợp pháp nào với vợ ông Vương hậu Catarina. Vào tháng 5 năm 1665, vua Charles II đã ban hành bằng sáng chế thư cấp cho James một khoản trợ cấp hàng năm trị giá 3.000 bảng Anh và số tiền này cha mẹ ông sẽ nắm giữ cho đến khi ông 14 tuổi.

## Qua đời
James trở bệnh vào tháng 4 năm 1667 người ta đã dự đoán rằng ông có thể đã bị bệnh đậu mùa hoặc bệnh dịch hạch, những căn bệnh không có khả năng sống sót nhiều vào thời điểm đó. Ngày 20 tháng 6 năm 1667 sự ra đi của ông đem đến một cú sốc cho cả nước Anh, những người đã tin rằng ông sẽ trở thành vua nước Anh. Ngày 26 tháng 6 năm 1667 ông được an táng tại Tu viện Westminster và trên bia mộ của ông có ghi dòng chữ bằng tiếng Latinh "Tiền gửi của Hoàng tử lừng lẫy nhất James, Công tước xứ Cambridge và là con trai thứ hai và người thừa kế quyền lực nhất James, Công tước xứ York, người trong Sảnh Richmond của Nữ hoàng đã ngủ quên vào ngày thứ hai mươi trong năm thứ tư, 1667 từ Công nguyên."